# Yoshi-Hashi
Nobuo Yoshihashi (吉橋 伸雄, Yoshihashi Nobuo), né le 25 mai 1982 à Togo, est un catcheur japonais connu sous le nom de "Yoshi-Hashi", connu pour ses matchs à la New Japan Pro Wrestling.

## Carrière

### New Japan Pro Wrestling (2008–2010)
Il perd son dernier match avant de quitter la New Japan, en équipe avec Jushin Thunder Liger contre Davey Richards et La Sombra.

### Retour a la NJPW (2012–...)
Le 4 janvier 2012, il est défait dans son match de retour par son vieil ennemi de début de carrière, Kazuchika Okada, qui a remporté le match en moins de cinq minutes. Lors de The New Beginning 2012, lui et Yujiro Takahashi battent King Fale et Tomoaki Honma. 
Lors de Destruction in Kobe 2014, lui et Kazuchika Okada perdent contre Bullet Club (Doc Gallows et Karl Anderson) et ne remportent pas les IWGP Tag Team Championship. Lors de Destruction in Okayama, il perd contre Yujiro Takahashi et ne remporte pas le NEVER Openweight Championship.
Lors de Power Struggle 2015, lui et Toru Yano perdent contre Bullet Club (A.J. Styles et Bad Luck Fale). Lors de New Year Dash 2016, lui et Shinsuke Nakamura perdent contre Bullet Club (A.J. Styles et Kenny Omega).
Lors de Wrestling Dontaku 2016, lui, Gedo, Kazushi Sakuraba et Will Ospreay battent David Finlay, Jay White, Ryusuke Taguchi et Tiger Mask. Lors de Dominion 6.19 in Osaka-jo Hall, il remporte sans doute la plus grande victoire de sa carrière à ce moment en soumettant Sanada dans un match par équipe, où il fait équipe avec son coéquipier de Chaos, Tomohiro Ishii et Sanada avec son coéquipier de Los Ingobernables de Japón, Bushi, et à la suite de la victoire, il a été autorisé à participer au G1 Climax 2016, son premier G1 Climax. Dans son match d'ouverture du tournoi, le 22 juillet, il a marqué une autre grande victoire en battant Kenny Omega.
Le 8 octobre, lui et Kazuchika Okada perdent contre Naomichi Marufuji et Toru Yano et ne remportent pas les GHC Tag Team Championship de la Pro Wrestling Noah. Lors de King of Pro-Wrestling, lui, Will Ospreay et Tomohiro Ishii battent Bullet Club (Adam Cole, Bad Luck Fale et Yujiro Takahashi). Lors de Power Struggle 2016, lui et Tomohiro Ishii perdent contre Guerrillas of Destiny (Tama Tonga et Tanga Roa) et ne remportent pas les IWGP Tag Team Championship. Lors de Wrestle Kingdom 11, lui, Jado et Will Ospreay perdent un Gauntlet match au profit de Los Ingobernables de Japón (Bushi, Evil et Sanada) et ne remportent pas les NEVER Openweight 6-Man Tag Team Championship.Le 21 janvier, durant un co-event entre la Revolution Pro Wrestling et la New Japan Pro Wrestling, il bat Pete Dunne. Lors de la première journée de Honor Rising: Japan 2017, lui, Hirooki Goto, Kazuchika Okada et Will Ospreay battent Bullet Club (Bad Luck Fale, Tama Tonga,Tanga Roa et Yujiro Takahashi). Le lendemain, il perd contre Adam Cole et ne remporte pas le ROH World Championship. Lors de Dominion 6.11, lui, Toru Yano et Tomohiro Ishii perdent un Gauntlet match au profit de Los Ingobernables de Japón (Bushi, Evil et Sanada) et ne remportent pas les NEVER Openweight 6-Man Tag Team Championship. Le 26 juin, il perd contre Minoru Suzuki et ne remporte pas le NEVER Openweight Championship.
Il participe ensuite avec Hirooki Goto et Tomohiro Ishii à un tournoi pour couronner les nouveaux NEVER Openweight 6-Man Tag Team Champions qu'ils remportent le 9 août en battant leur coéquipier de Chaos (Kazuchika Okada, Sho et Toru Yano),. Le 11 septembre, ils conservent leur titres en battant une nouvelle fois Chaos (Kazuchika Okada, Sho et Toru Yano). Le 23 octobre, ils conservent leur titres contre Suzuki-gun (DOUKI, Taichi et Zack Sabre, Jr.),. Le 11 février 2021, ils conservent leur titres contre Bullet Club (Jay White, Tama Tonga et Tanga Loa). Lors de Power Struggle 2021, ils perdent leur titres contre House Of Torture (Evil, Yujiro Takahashi et Sho) après 454 jours de règne.
Il participe ensuite au World Tag League 2021 avec Hirooki Goto qu'ils remportent en battant en finale House Of Torture (Evil et Yujiro Takahashi). Lors de Wrestle Kingdom 16 - Tag 1, ils battent Dangerous Tekkers (Taichi et Zack Sabre, Jr.) et remportent les IWGP Tag Team Championship. Lors de Hyper Battle 2022, ils perdent les titres contre The United Empire (Great O-Khan et Jeff Cobb),.
Le 5 juillet, lui, Hirooki Goto et Yoh battent House Of Torture (Evil, Yujiro Takahashi et Sho) et remportent les NEVER Openweight 6-Man Tag Team Championship.
Lors de Dominion 6.4 In Osaka-Jo Hall, ils battent House Of Torture (Evil et Yujiro Takahashi) et The United Empire (Aaron Henare et Great O-Khan) dans un Three Way Tornado Match et remportent les IWGP Tag Team Championship pour la troisiéme fois ainsi que les Strong Openweight Tag Team Championship. Lors de STRONG Independence Day - Tag 1, ils perdent les Strong Openweight Tag Team Championship contre Bullet Club War Dogs (Alex Coughlin et Gabe Kidd). Le lendemain, ils conservent les IWGP Tag Team Championship contre Bullet Club War Dogs (Alex Coughlin et Gabe Kidd).

## Palmarès
- New Japan Pro Wrestling
  - 2 fois NEVER Openweight 6-Man Tag Team Championship avec Hirooki Goto et Tomohiro Ishii (1) et Hirooki Goto et Yoh (1)
  - 3 fois IWGP Tag Team Championship avec Hirooki Goto (actuels)
  - 1 fois Strong Openweight Tag Team Championship avec Hirooki Goto
  - World Tag League (2021, 2022) avec Hirooki Goto

## Récompenses des magazines
- Pro Wrestling Illustrated

| Année | 2016 | 2017 | 2018 | 2019 | 2020 à 2021 | 2022 | 2023 |
| ----- | ---- | ---- | ---- | ---- | ----------- | ---- | ---- |
| Rang  | 314  | 178  | 177  | 274  | Non classé  | 221  | 397  |